# Paule Marshall
Paule Marshall (Brooklyn, 9 de abril de 1929 - Richmond, 12 de agosto de 2019) foi uma escritora estadunidense.
Nascida no seio de uma família negra oriunda das ilhas Barbados, nas suas obras descreve as condições de vida e sociais dos negros da América do Norte e das Antilhas.

## Biografia

### Vida pessoal
Filha de Ada Clement e Samuel Burke, Marshall nasceu no dia 9 de abril de 1929, na cidade do Brooklyn e recebeu o nome de Valenza Pauline Burke. Passou sua infância no bairro de Stuyvesant Heights. Seu pai imigrou de Barbados para os Estados Unidos, em 1919, e trabalhou em uma fábrica de colchões. Burke deixou a família, quando Marshall ainda era criança, para seguir um culto religioso. E sua mãe trabalhou como governanta. Marshall, com 9 anos de idade, morou com sua avó por um ano em Barbados, e quando retornou, passou a escrever poemas sobre suas reflexões.
Marshal apreciava romances britânicos antigos, as poesias em dialeto de Paul Laurence Dunbar e obras de Hurston e Hughes.
Se formou no ensino médio pela Bushwick High School. Estudou na Hunter College com o objetivo de se tornar assistente social. Após um ano de estudos, contraiu tuberculose. Quando melhorou, foi estudar literatura inglesa no Brooklyn College, e se formou no ano de 1952.
Em 1950, casou-se com Kenneth Marshall, com quem teve um filho chamado Evan Marshall em 1959. E se divorciaram em 1963. Em 1970, casou-se com Nourry Menard.
Em 12 de agosto de 2019, Marshall falece aos 90 anos de idade, devido a demência.

### Vida profissional
Marshall, assim que se formou, trabalhou brevemente como bibliotecária. Logo depois, trabalhou como jornalista pela Revista Nosso Mundo, e escreveu artigos do Brasil e de Barbados. Enquanto trabalhava para a revista, escrevia seu primeiro romance, Brown girl, Brownstone, em seus tempos livres.
No ano de 1960, recebeu o Guggenheim Fellowship e publicou seu segundo livro, o Soul Clap Hands and Sing em 1961, que ganhou o prêmio National Institute of Arts. Em 1964, o poeta Langston Hughes convidou Marshall para acompanhá-lo em uma turnê pela Europa, devido ao sucesso de seus dois primeiros livros.
Nos anos de 1970, trabalhou na Universidade de Yale, na Columbia, na Iowa Writer's Workshop e na Universidade da Califórnia. Entre os anos de 1984 e 1994, trabalhou como professora de escrita criativa e literatura inglesa na Universidade de Virginia Commonwealth. Em 1997, foi professora de literatura e cultura na Universidade de Nova York, onde ocupou a Helen Gould Sheppard Chair of Literature and Culture; e no ano de 2009, Marshall se aposenta como professara.

## Obras
- Brown girl, Brownstone (1959)[1]
- Soul clap hands and sing (1961)[1]
- Some Get Wasted (1964)[7]
- To Da-Duh: In Memorandum (1967)[7]
- The Chosen Place, The Timeless People (1969)[2]
- Reena and other Stories (1983)[9]
- Praisesong for the widow (1984)[1]
- Daughters (1991)[3]
- The Fisher King (2001)[2]
- Triangular Road (2009)[2]

## Prêmios
- Guggenheim Fellowship (1960)[7]
- The American Book Award (1984)[7]
- The Langston Hughes Medallion Award (1986)[7]
- John dos Passos (1989)[2]
- MacArthur Fellowship (1992)[7]
- Library Lion (1994)[10]
- Anisfield-wolf book awards (2009)[2]